# Paroy-sur-Saulx
Paroy-sur-Saulx é uma comuna francesa na região administrativa de Grande Leste, no departamento de Haute-Marne. Estende-se por uma área de 7,47 km². Em 2010 a comuna tinha 48 habitantes (densidade: 6,4 hab./km²).